# Rambo: First Blood Part II (videójáték)
A Rambo (teljes címe: Rambo: First Blood Part II.) run and gun videójáték, melyet a Platinum Productions fejlesztett és az Ocean Software jelentetett meg. A játék 1985-ben jelent meg Amstrad CPC, Commodore 64 és ZX Spectrum személyi számítógépekre, alapja a Rambo: First Blood Part II című film.
A Commodore 64-verzió zenéjének szerzője Martin Galway, aki felhasznált dallamokat a filmzenéből is.
A film alapján több más játék is megjelent, köztük a Rambo Nintendo Entertainment Systemre, vagy a Rambo: First Blood Part II Sega Master Systemre.

## Játékmenet
A játékot izometrikus nézetből lehet játszani. Története követi a film sztoriját. A játékos által irányított Rambónak meg kell találnia az elveszett felszerelését, a tábort, ahol a hadifoglyokat fogva tartják, kimenteni a túszokat, és visszatérni a kivonási ponthoz, miközben a folyamatosan újra megjelenő ellenség üldözi. Rambo egy Bowie-késsel és gránátokkal felszerelkezve indul neki a küzdelemnek (mindkettőből korlátlan mennyiség áll rendelkezésre). Az ellenség megölésével, illetve a felszerelése összegyűjtésével (rakétavető, M16-os géppuska, íj robbanó és nem robbanó nyílvesszőkkel) pontokat gyűjthet.
Ez volt az első játékok egyike, amelyben megjelentek irányítható járművek (helikopter), illetve a „lopakodás”, mint taktikai elem.
A játék stílusa leginkább az Ikari Warriors című játékra hasonlít (legalábbis a Sega Master Systemre kiadott verzió koncepciója lényegében ugyanaz), de a szintek ebben nem ismétlődőek.

## Fogadtatás, újrakiadás
| Szerző        | Értékelés |
| ------------- | --------- |
| ACE           | [ 3 ]     |
| CVG           | 33/40     |
| Sinclair User | [ 5 ]     |
| Your Sinclair | 8/10      |
| Zzap!64       | 96%       |

| Szerző  | Díj        |
| ------- | ---------- |
| Zzap!64 | Gold Medal |

A játék kedvező kritikai fogadtatásban részesült. A Your Sinclair című lap úgy jellemezte, mint „a gondolkodó ember Commandója. A játék gyorsan kezdődik, majd egyre gyorsabb lesz, míg végül a játékos olyan nem lesz, mint egy forgószél. A Rambóból egy valódi shoot’ em up vált.”
A játék 2. helyet ért el a brit eladási listákon, a Winter Games mögött. A játék Amstrad CPC- és ZX Spectrum-verziói felkerültek az 1986-os They Sold a Million 3 összeállításra, a Fighter Pilot, a Ghostbusters és a Kung-Fu Master játékokkal együtt.
2008-ban, megjelent egy Windows-remake, továbbfejlesztett grafikával, hanggal és zenével, amely a film moziverziójából származik. A játékmenet változatlan maradt. Különbség viszont, hogy jóval több az ellenség, mint az eredeti játékban.